# Mizunodeild w piłce siatkowej mężczyzn (2019/2020)
Mizunodeild w piłce siatkowej mężczyzn 2019/2020 – 51. sezon rozgrywek o mistrzostwo Islandii organizowany przez Islandzki Związek Piłki Siatkowej (isl. Blaksamband Íslands, BLÍ). Zainaugurowany został 20 września 2020 roku.
Rozgrywki miały się składać z dwóch faz: fazy zasadniczej, na podstawie której wyłoniono ligowego mistrza Islandii oraz fazy finałowej mającej na celu wyłonienie mistrza Islandii.
14 marca 2020 roku z powodu szerzenia się zakażeń wirusem SARS-CoV-2 Islandzki Związek Piłki Siatkowej zawiesił rozgrywki ligowe do odwołania. 20 marca podjął decyzję, że wszystkie mecze w fazie zasadniczej, które pozostały do rozegrania, zostają anulowane, a tabela z dnia 16 marca jest wiążąca. Na tej podstawie mistrzem ligowym został Þróttur Neskaupstað.
3 kwietnia 2020 roku Islandzki Związek Piłki Siatkowej postanowił, że faza finałowa nie będzie rozegrana, z tego względu w sezonie 2019/2020 nie został wyłoniony mistrz Islandii.
W sezonie 2019/2020 żaden islandzki klub nie występował w europejskich pucharach.

## Drużyny uczestniczące
| | Mizunodeild 2019/2020 |   |
| --- | --------------------- | - |
| KA | KA                    | 1 |
| HK | HK                    | 2 |
| AFT | Afturelding           | 3 |
| ÁLF | Álftanes              | 4 |
| ÞNE | Þróttur Neskaupstað   | 5 |
| | Awans z Benecta deild |   |
| VST | Vestri                | 1 |
| Oznaczenia: - kolumna pierwsza – skróty nazw drużyn wpisane na mapie (jeśli ta została zamieszczona), - kolumna trzecia – miejsce zajęte przez daną drużynę w poprzednim sezonie. |                       |   |

## Faza zasadnicza

### Tabela wyników
| Gospodarz \ Gość1   | KA  | HK  | AFT | ÁLF | ÞNE | VST |
| ------------------- | --- | --- | --- | --- | --- | --- |
| KA                  | -   | 3:1 | 1:3 | 3:1 | —   | 3:2 |
| HK                  | 3:1 | -   | 3:2 | —   | 3:2 | 3:0 |
| Afturelding         | 3:0 | 3:0 | -   | 2:3 | 1:3 | —   |
| Álftanes            | 3:0 | 1:3 | 3:1 | -   | 2:3 | 3:0 |
| Þróttur Neskaupstað | 3:0 | 0:3 | 3:0 | 3:2 | -   | 3:1 |
| Vestri              | 0:3 | 2:3 | 1:3 | 0:3 | 1:3 | -   |

| Gospodarz \ Gość1   | KA  | HK  | AFT | ÁLF | ÞNE | VST |
| ------------------- | --- | --- | --- | --- | --- | --- |
| KA                  | -   | 3:0 | 3:1 | 3:1 | -   | -   |
| HK                  | -   | -   | -   | -   | 3:1 | 3:0 |
| Afturelding         | -   | 0:3 | -   | -   | 0:3 | -   |
| Álftanes            | -   | 0:3 | 3:0 | -   | -   | -   |
| Þróttur Neskaupstað | 3:1 | -   | -   | 3:1 | -   | 3:1 |
| Vestri              | 3:2 | -   | 3:2 | 0:3 | -   | -   |

Źródło: bli-web.dataproject.com (isl.)
1 Drużyna gospodarzy jest wymieniona po lewej stronie tabeli.
Kolory:
  zwycięstwo gospodarzy 3:0 lub 3:1
  zwycięstwo gospodarzy 3:2
  zwycięstwo gości 3:0 lub 3:1
  zwycięstwo gości 3:2

### Terminarz i wyniki spotkań
| Data        | Godz. | Gospodarz           | Rezultat                                | Gość                | Widzów |
| ----------- | ----- | ------------------- | --------------------------------------- | ------------------- | ------ |
| 1. KOLEJKA  |       |                     |                                         |                     |        |
| 20.09.2019  | 20:30 | Álftanes            | 3:1 (25:16, 25:21, 23:25, 25:23)        | Afturelding         | 50     |
| 21.09.2019  | 15:00 | Þróttur Neskaupstað | 3:0 (25:23, 25:16, 25:15)               | KA                  | 50     |
| 21.09.2019  | 16:00 | HK                  | 3:0 (25:18, 25:16, 25:18)               | Vestri              | 40     |
| 2. KOLEJKA  |       |                     |                                         |                     |        |
| 22.09.2019  | 14:00 | HK                  | 3:0 (31:29, 25:16, 25:14)               | Vestri              | 50     |
| 22.09.2019  | 15:00 | Þróttur Neskaupstað | 3:1 (25:23, 25:27, 25:20, 25:23)        | KA                  | 45     |
| 25.09.2019  | 20:15 | KA                  | 3:1 (26:24, 18:25, 25:17, 29:27)        | Álftanes            | 50     |
| 25.09.2019  | 20:30 | HK                  | 3:2 (20:25, 25:22, 28:26, 16:25, 15:11) | Afturelding         | 40     |
| 3. KOLEJKA  |       |                     |                                         |                     |        |
| 19.10.2019  | 16:00 | HK                  | 3:2 (25:23, 25:15, 20:25, 17:25, 15:3)  | Þróttur Neskaupstað | 40     |
| 19.10.2019  | 16:00 | Vestri              | 0:3 (16:25, 18:25, 15:25)               | Álftanes            | 40     |
| 20.10.2019  | 13:00 | Vestri              | 0:3 (25:27, 16:25, 13:25)               | Álftanes            | 30     |
| 20.10.2019  | 14:00 | HK                  | 3:1 (22:25, 25:22, 25:19, 36:34)        | Þróttur Neskaupstað | 50     |
| 4. KOLEJKA  |       |                     |                                         |                     |        |
| 01.11.2019  | 18:30 | Álftanes            | 1:3 (25:22, 23:25, 11:25, 21:25)        | HK                  | 40     |
| 02.11.2019  | 13:15 | Afturelding         | 1:3 (25:19, 20:25, 25:27, 17:25)        | Þróttur Neskaupstað | 50     |
| 03.11.2019  | 13:00 | Afturelding         | 0:3 (22:25, 21:25, 19:25)               | Þróttur Neskaupstað | 50     |
| 03.11.2019  | 13:00 | KA                  | 3:2 (21:25, 25:19, 25:22, 18:25, 15:8)  | Vestri              | 40     |
| 5. KOLEJKA  |       |                     |                                         |                     |        |
| 13.11.2019  | 20:00 | Afturelding         | 2:3 (19:25, 19:25, 25:18, 25:18, 16:18) | Álftanes            | 50     |
| 13.11.2019  | 20:15 | KA                  | 3:1 (25:20, 18:25, 25:8, 25:20)         | HK                  | 50     |
| 6. KOLEJKA  |       |                     |                                         |                     |        |
| 20.11.2019  | 20:15 | KA                  | 1:3 (19:25, 23:25, 25:20, 22:25)        | Afturelding         | 40     |
| 23.11.2019  | 16:00 | Þróttur Neskaupstað | 3:2 (25:22, 25:20, 24:26, 19:25, 15:10) | Álftanes            | 70     |
| 23.11.2019  | 16:00 | Vestri              | 1:3 (24:26, 25:17, 21:25, 21:25)        | Afturelding         | 30     |
| 23.11.2019  | 18:30 | HK                  | 3:1 (20:25, 25:15, 25:22, 25:16)        | KA                  | 30     |
| 24.11.2019  | 12:00 | Vestri              | 3:2 (25:23, 25:21, 24:26, 23:25, 15:11) | Afturelding         | 30     |
| 24.11.2019  | 13:00 | Þróttur Neskaupstað | 3:1 (21:25, 25:20, 25:20, 25:19)        | Álftanes            | 70     |
| 7. KOLEJKA  |       |                     |                                         |                     |        |
| 30.11.2019  | 16:00 | Vestri              | 1:3 (27:25, 17:25, 16:25, 15:25)        | Þróttur Neskaupstað | 30     |
| 14.12.2019  | 18:00 | Álftanes            | 3:0 (25:22, 26:24, 25:21)               | KA                  | 30     |
| 18.12.2019  | 19:00 | Afturelding         | 3:0 (25:20, 25:21, 25:15)               | HK                  | 50     |
| 8. KOLEJKA  |       |                     |                                         |                     |        |
| 10.01.2020  | 19:30 | Álftanes            | 3:0 (25:20, 25:16, 25:21)               | Afturelding         | 30     |
| 11.01.2020  | 18:00 | Þróttur Neskaupstað | 0:3 (17:25, 23:25, 17:25)               | HK                  | 55     |
| 18.01.2020  | 12:00 | Vestri              | 0:3 (22:25, 19:25, 16:25)               | KA                  | 20     |
| 19.01.2020  | 12:00 | Vestri              | 3:2 (25:23, 25:16, 17:25, 14:25, 15:9)  | KA                  | 30     |
| 9. KOLEJKA  |       |                     |                                         |                     |        |
| 22.01.2020  | 20:30 | Afturelding         | 0:3 (17:25, 17:25, 23:25)               | HK                  | 50     |
| 25.01.2020  | 14:00 | Þróttur Neskaupstað | 3:1 (25:16, 25:20, 23:25, 25:18)        | Vestri              | 50     |
| 25.01.2020  | 15:00 | KA                  | 3:1 (22:25, 25:21, 25:21, 25:18)        | Álftanes            | 30     |
| 26.01.2020  | 13:00 | Þróttur Neskaupstað | 3:1 (25:13, 21:25, 25:23, 25:23)        | Vestri              | 40     |
| 30.01.2020  | 18:30 | Álftanes            | 0:3 (34:36, 22:25, 17:25)               | HK                  | 50     |
| 02.02.2020  | 13:00 | KA                  | 3:1 (10:25, 25:20, 25:11, 25:21)        | Afturelding         | 40     |
| 10. KOLEJKA |       |                     |                                         |                     |        |
| 15.02.2020  | 13:00 | Þróttur Neskaupstað | 3:0 (25:20, 25:20, 26:24)               | Afturelding         | 80     |
| 15.02.2020  | 15:00 | KA                  | 3:0 (25:23, 25:23, 25:21)               | HK                  | 50     |
| 16.02.2020  | 13:00 | Álftanes            | 3:0 (25:17, 25:21, 25:20)               | Vestri              | 30     |
| 11. KOLEJKA |       |                     |                                         |                     |        |
| 07.03.2020  | 16:00 | Álftanes            | 2:3 (23:25, 25:23, 18:25, 25:17, 11:15) | Þróttur Neskaupstað | 30     |
| 08.03.2020  | 13:00 | Afturelding         | 3:0 (25:19, 25:21, 25:12)               | KA                  | 40     |
| 08.03.2020  | 13:00 | Vestri              | 2:3 (15:25, 25:22, 25:20, 21:25, 13:15) | HK                  | 40     |
| 12. KOLEJKA |       |                     |                                         |                     |        |
| —           | —     | KA                  | mecz anulowany                          | Þróttur Neskaupstað | —      |
| —           | —     | HK                  | mecz anulowany                          | Álftanes            | —      |
| —           | —     | Afturelding         | mecz anulowany                          | Vestri              | —      |

### Tabela
| Lp. | Drużyna             | Pkt | Mecze | Mecze | Mecze | Rodzaj wyniku | Rodzaj wyniku | Rodzaj wyniku | Rodzaj wyniku | Rodzaj wyniku | Rodzaj wyniku | Sety | Sety | Sety  | Małe punkty | Małe punkty | Małe punkty |
| Lp. | Drużyna             | Pkt | M     | W     | P     | 3:0           | 3:1           | 3:2           | 2:3           | 1:3           | 0:3           | wyg. | prz. | stos. | zdob.       | str.        | stos.       |
| --- | ------------------- | --- | ----- | ----- | ----- | ------------- | ------------- | ------------- | ------------- | ------------- | ------------- | ---- | ---- | ----- | ----------- | ----------- | ----------- |
| 1   | Þróttur Neskaupstað | 32  | 14    | 11    | 3     | 3             | 6             | 2             | 1             | 1             | 1             | 36   | 19   | 1.895 | 1273        | 1172        | 1.086       |
| 2   | HK                  | 30  | 14    | 11    | 3     | 5             | 3             | 3             | 0             | 1             | 2             | 34   | 18   | 1.889 | 1201        | 1098        | 1.094       |
| 3   | Álftanes            | 22  | 14    | 7     | 7     | 5             | 1             | 1             | 2             | 4             | 1             | 29   | 24   | 1.208 | 1200        | 1161        | 1.034       |
| 4   | KA                  | 21  | 14    | 7     | 7     | 2             | 4             | 1             | 1             | 3             | 3             | 26   | 27   | 0.963 | 1158        | 1163        | 0.996       |
| 5   | Afturelding         | 15  | 14    | 4     | 10    | 2             | 2             | 0             | 3             | 3             | 4             | 21   | 32   | 0.656 | 1146        | 1188        | 0.965       |
| 6   | Vestri              | 6   | 14    | 2     | 12    | 0             | 0             | 2             | 2             | 4             | 6             | 14   | 40   | 0.35  | 1064        | 1260        | 0.844       |

Źródło: bli-web.dataproject.com (isl.)
Punktacja: 3:0 i 3:1 – 3 pkt; 3:2 – 2 pkt; 2:3 – 1 pkt; 1:3 i 0:3 – 0 pkt
Zasady ustalania kolejności: 1. liczba punktów; 2. stosunek setów; 3. stosunek małych punktów; 4. bilans w bezpośrednich meczach

## Statystyki

### Sety, małe punkty i liczba widzów
| Kolejka | Mecze | Sety (średnio na mecz) | Sety (średnio na mecz) | Małe punkty (średnio na set) | Małe punkty (średnio na set) | Liczba widzów (średnio na mecz) | Liczba widzów (średnio na mecz) |
| ------- | ----- | ---------------------- | ---------------------- | ---------------------------- | ---------------------------- | ------------------------------- | ------------------------------- |
| 1       | 3     | 10                     | 3,33                   | 439                          | 43,90                        | 140                             | 47                              |
| 2       | 4     | 16                     | 4,00                   | 737                          | 46,06                        | 185                             | 46                              |
| 3       | 4     | 15                     | 3,75                   | 656                          | 43,73                        | 160                             | 40                              |
| 4       | 4     | 16                     | 4,00                   | 700                          | 43,75                        | 180                             | 45                              |
| 5       | 2     | 9                      | 4,50                   | 374                          | 41,56                        | 100                             | 50                              |
| 6       | 6     | 26                     | 4,33                   | 1150                         | 44,23                        | 270                             | 45                              |
| 7       | 3     | 10                     | 3,33                   | 449                          | 44,90                        | 110                             | 37                              |
| 8       | 4     | 14                     | 3,50                   | 590                          | 42,14                        | 135                             | 34                              |
| 9       | 6     | 22                     | 3,67                   | 992                          | 45,09                        | 260                             | 43                              |
| 10      | 3     | 9                      | 3,00                   | 415                          | 46,11                        | 160                             | 53                              |
| 11      | 3     | 13                     | 4,33                   | 540                          | 41,54                        | 110                             | 37                              |
| 12      | —     | —                      | —                      | —                            | —                            | —                               | —                               |
| Razem   | 42    | 160                    | 3,81                   | 7042                         | 44,01                        | 1810                            | 43                              |

## Składy drużyn
| Afturelding | Afturelding               | Afturelding   | Afturelding        |
| Nr          | Imię i nazwisko           | Rok urodzenia | Pozycja            |
| ----------- | ------------------------- | ------------- | ------------------ |
| 1           | Michał Łakomy             | 1992          | libero             |
| 3           | Ólafur Örn Thoroddsen     | 2000          | przyjmujący        |
| 4           | Hilmir Berg Halldórsson   | 2000          | rozgrywający       |
| 5           | Marco Pizzolato           | 1993          | środkowy           |
| 6           | Quentin Moore             | 1991          | atakujący          |
| 7           | Sebastian Sævarsson Meyer | 1991          | środkowy           |
| 8           | Kjartan Davíðsson         | 1999          | przyjmujący/libero |
| 9           | Sigþór Helgason           | 1997          | przyjmujący        |
| 10          | Kári Hlynsson             | 1997          | libero             |
| 11          | Sigvaldi Örn Óskarsson    | 2002          | środkowy           |
| 13          | Eduard Bors               | 1999          | przyjmujący        |
| 14          | Bjarki Sveinsson          | 1992          | przyjmujący        |
| 15          | Piotr Kempisty            | 1979          | przyjmujący        |
| 16          | Mateusz Blic              | 1987          | przyjmujący        |
| 17          | Alexander Stefánsson      | 1990          | przyjmujący        |
| Trenerzy    |                           |               |                    |
|             | Piotr Kempisty            | Trener        | Trener             |

| Álftanes | Álftanes                   | Álftanes      | Álftanes     |
| Nr       | Imię i nazwisko            | Rok urodzenia | Pozycja      |
| -------- | -------------------------- | ------------- | ------------ |
| 3        | Valgeir Valgeirsson        | 1988          | atakujący    |
| 5        | Ingólfur Hilmar Guðjónsson | 1991          | rozgrywający |
| 6        | Magnús Ingvi Kristjánsson  | 1991          | uniwersalny  |
| 8        | Ragnar Már Garðarsson      | 1995          | przyjmujący  |
| 9        | Ragnar Ingi Axelsson       | 1996          | libero       |
| 10       | Mason Casner               | 1992          | środkowy     |
| 11       | Róbert Karl Hlöðversson    | 1978          | przyjmujący  |
| 12       | Ismar Hadziredžepović      | 1978          | uniwersalny  |
| 13       | Matthew Gibson             | 1989          | rozgrywający |
| 14       | Austris Bucovskis          | 1995          | przyjmujący  |
| 15       | Egill Þorri Arnarsson      | 1995          | przyjmujący  |
| 16       | Martin Marinow             | 1991          | środkowy     |
| 17       | Rapolas Beržinis           | 1996          | środkowy     |
| Trenerzy |                            |               |              |
|          | Slađana Smiljanić          | Trener        | Trener       |

| HK       | HK                            | HK            | HK           |
| Nr       | Imię i nazwisko               | Rok urodzenia | Pozycja      |
| -------- | ----------------------------- | ------------- | ------------ |
| 1        | Elvar Breki Árnason           | 2002          | libero       |
| 3        | Lúðvík Már Matthíasson        | 1996          | rozgrywający |
| 4        | Hermann Hlynsson              | 2002          | rozgrywający |
| 5        | Stefán Gunnar Þorsteinsson    | 1995          | przyjmujący  |
| 8        | Dren Morina                   | 2001          | rozgrywający |
| 9        | Andreas Hilmir Halldórsson    | 1993          | atakujący    |
| 10       | Nökkvi Freyr Halldórsson      | 1999          | przyjmujący  |
| 11       | Elvar Örn Halldórsson         | 2002          | środkowy     |
| 12       | Jānis Novikovs                | 1991          | przyjmujący  |
| 13       | Markús Ingi Matthíasson       | 2001          | przyjmujący  |
| 15       | Kristófer Björn Ólason Proppé | 1993          | środkowy     |
| 17       | Valens Torfi Ingimundarson    | 2002          | przyjmujący  |
| 19       | Bjarki Benediktsson           | 1997          | atakujący    |
| 20       | Arnar Birkir Björnsson        | 1990          | libero       |
| Trenerzy |                               |               |              |
|          | Vladislav Mandić              | Trener        | Trener       |

| KA       | KA                         | KA            | KA           |
| Nr       | Imię i nazwisko            | Rok urodzenia | Pozycja      |
| -------- | -------------------------- | ------------- | ------------ |
| 1        | Gunnar Pálmi Hannesson     | 1996          | przyjmujący  |
| 3        | Miguel Mateo Castrillo     | 1989          | atakujący    |
| 7        | Alexander Arnar Þórisson   | 1993          | przyjmujący  |
| 8        | Arnar Már Sigurðsson       | 1979          | libero       |
| 9        | Sölvi Páll Sigurpálsson    | 2003          | przyjmujący  |
| 10       | Hermann Biering Ottósson   | 1998          | środkowy     |
| 11       | Filip Szewczyk             | 1978          | rozgrywający |
| 12       | Kippei Kondo               | 2001          | libero       |
| 13       | Björn Heiðar Björnsson     | 2001          | środkowy     |
| 17       | Nói Gautason Presburg      | 2002          | uniwersalny  |
| 18       | Vigfús Jónbergsson         | 1997          | przyjmujący  |
| 19       | Gísli Marteinn Baldvinsson | 2002          | przyjmujący  |
| 20       | Benedikt Rúnar Valtýsson   | 1996          | środkowy     |
| 33       | Arnar Már Sigurðsson       | 1979          | libero       |
| Trenerzy |                            |               |              |
|          | Filip Szewczyk             | Trener        | Trener       |

| Þróttur Neskaupstað | Þróttur Neskaupstað        | Þróttur Neskaupstað | Þróttur Neskaupstað |
| Nr                  | Imię i nazwisko            | Rok urodzenia       | Pozycja             |
| ------------------- | -------------------------- | ------------------- | ------------------- |
| 1                   | Raúl Rocha                 | 1983                | rozgrywający        |
| 3                   | Börkur Marinósson          | 2002                | rozgrywający        |
| 4                   | Galdur Máni Davíðsson      | 2000                | środkowy            |
| 5                   | Hlöðver Hlöðversson        | 1972                | uniwersalny         |
| 6                   | Atli Fannar Pétursson      | 2000                | atakujący           |
| 8                   | Hlöðversson Geir Sigurpáll | 1964                | uniwersalny         |
| 9                   | Kári Kresfelder            | 2002                | środkowy            |
| 10                  | Kristján Pálsson           | 1982                | środkowy            |
| 11                  | Dagur Þór Hjartarson       | 2004                | uniwersalny         |
| 12                  | Ragnar Þórólfur Ómarsson   | 2004                | uniwersalny         |
| 13                  | Hlynur Karlsson            | 2002                | przyjmujący         |
| 14                  | Dagur Nói Sigurðsson       | 2004                | uniwersalny         |
| 17                  | Þórarinn Örn Jónsson       | 2000                | przyjmujący         |
| 18                  | Miguel Ángel Melero        | 1982                | przyjmujący         |
| 19                  | Andri Snær Sigurjónsson    | 2001                | libero              |
| 20                  | Jesús Montero Romero       | 1993                | przyjmujący         |
| Trenerzy            |                            |                     |                     |
|                     | Raúl Rocha                 | Trener              | Trener              |

| Vestri   | Vestri                      | Vestri        | Vestri       |
| Nr       | Imię i nazwisko             | Rok urodzenia | Pozycja      |
| -------- | --------------------------- | ------------- | ------------ |
| 1        | Gunnar Páll Eydal           | 1974          | przyjmujący  |
| 2        | Guðjón Torfi Sigurðsson     | 1972          | przyjmujący  |
| 3        | Álvaro González             | 1992          | przyjmujący  |
| 4        | Jón Kristinn Helgason       | 1982          | środkowy     |
| 5        | Magnús Bjarnason            | 1975          | środkowy     |
| 7        | Tihomir Paunowski           | 1970          | rozgrywający |
| 8        | Sigurður Bjarni Kristinsson | 2003          | środkowy     |
| 9        | Mateusz Klóska              | 1991          | atakujący    |
| 11       | Hafsteinn Már Sigurðsson    | 2001          | rozgrywający |
| 12       | Sigurður Jón Hreinsson      | 1971          | środkowy     |
| 13       | Jónasson Bjarni Pétur Marel | 2000          | przyjmujący  |
| 14       | Juan Manuel Escalona        | 1990          | rozgrywający |
| 15       | Karol Maliszewski           | 1986          | przyjmujący  |
| 16       | Karol Duda                  | 2004          | środkowy     |
| 17       | Johannes Weber              | 1991          | przyjmujący  |
| 18       | Kári Eydal                  | 2004          | libero       |
| Trenerzy |                             |               |              |
|          | Tihomir Paunowski           | Trener        | Trener       |